# Dzierdziówka
Dzierdziówka – wieś w Polsce położona w województwie podkarpackim, w powiecie stalowowolskim, w gminie Zaleszany.
| SIMC    | Nazwa         | Rodzaj    |
| ------- | ------------- | --------- |
| 0810673 | Grabczyny     | część wsi |
| 0810680 | Kępa          | część wsi |
| 0810696 | Pod Cegielnią | część wsi |
| 0810704 | Pod Wyrębem   | część wsi |

W latach 1975–1998 miejscowość administracyjnie należała do województwa tarnobrzeskiego.

## Rys historyczny
Pierwszą pisaną wiadomość o wsi podaje lustracja Województwa Sandomierskiego przeprowadzona po „potopie szwedzkim” w 1660 roku. Powstanie wsi, a właściwie przysiółka Zbydniowa, położonego na drugim brzegu głównego nurtu Sanu wiąże się z potrzebą zagospodarowania ciężkich, ale żyznych gleb namulonych przez rozlewiska rzeczne. Lustratorzy podają, że kiedy odłączono w roku 1615 część królewszczyzny Zbigniew (dzisiejszy obszar sołectwa Wólka Turebska) i przyłączono go do dóbr kościelnych Kolegiaty Sandomierskiej w Turbi ówczesny dzierżawca królewszczyzny Zbigniew, Walenty Czermiński osadził nad Sanem dwie rodziny chałupników ze Zbigniewa. Dokładnie lustratorzy piszą: „Uroczysko Dziurdowka, na drugiej stronie Sanu powstało, kiedy odjęta została od Królewszczyzny Wólka, wtedy Jejmość Pan dzierżawca osadził dwie rodziny chałupników na spisku, którzy nic nie płacą, tylko po jednym dniu pańszczyzny na tydzień odrabiają we dworze w Zbigniewie”. Tak więc Dzierdziowka powstała około 1615 roku, bo wtedy to Trybunał Lubelski przyłączył ziemie królewszczyzny Zbigniew stanowiące dzisiaj Wólkę Turebską do dóbr turebskich Kolegiaty Najświętszej Marii Panny w Sandomierzu.
Można przypuszczać, że nazwa wsi wywodzi się od przydomka osadzonych tam biednych chłopów Dziura, którzy pracując przez 20 lat posiadali tzw. wolniznę od pańszczyzny i innych obciążeń w zamian za przysposobienie ziemi do uprawy rolnej. Poprzez trzebienie nad Sanem łęgowych lasów tereny uprawne szybko powiększały się, bo już w drugiej połowie XVII wieku w Dzierdziowce powstał folwark zarządzany przez dzierżawcę królewszczyzny Zbigniew. Mieszkańców Dzierdziowki podobnie jak Zbigniewa, dotknęła zawierucha „potopu szwedzkiego” w 1656 roku, działania wojenne pomiędzy Sasami a Stanisławem Leszczyńskim o koronę Polski w pierwszej połowie XVIII wieku oraz zniszczenia podczas I wojny światowej. Po rozbiorach Polski, w 1798 roku Dzierdziowka wraz z całą królewszczyzną Zbigniew została sprzedana Dominikowi Horodynskiemu, byłemu adiutantowi Tadeusza Kościuszki, który przy folwarku zbudował na początku XIX wieku, drugi poza Zbydniowem, drewniany dwór, który stał do I wojny światowej. Tak więc życie mieszkańców przysiółka Dzierdziowka było nierozerwalnie związane z jej macierzysta wsią Zbydniów i z uwagi na położenie w rozlewiskach Sanu, ciągłą walką ze skutkami powodzi. Dopiero w XIX wieku, staraniem rządu Cesarstwa Austriackiego, podjęto prace związane z zabezpieczeniem przeciwpowodziowym. Ostateczne ujarzmienie rzeki nastąpiło na wykonaniu przekopu i usypaniu wałów przeciwpowodziowych. Odcięto zatokę meandrującego Sanu, która stanowi dziś starorzecze zwane Starym Sanem. W ostatniej fazie robót, w latach 1910–1914 prace nadzorował młody inżynier Władysław Sikorski, późniejszy premier i Naczelny Wódz Polskich Sił Zbrojnych na Zachodzie.

Zbydniow z Dziurdziowka, w XV w. Szbygnew, w r. 1581 Zbigniew wieś powiat tarnobrzeski, przy gościńcu z Rozwadowa nad Sanem (11,3klm.)do Zalesia nad Wisla, ma stację kol. na linii z Sobowa (o 14 km.) do Rozwadowa. Okolica jest równina piaszczysta, dobrze nawodniona. Stare łożysko Sanu tworzy długi a waski staw, ciągnący sie 18 mórg. Na pd. od wsi ciągnie się duży bor sosnowy, zwany Czarna niwa. Wznies. 157 mt. Npm. Wólka Dziurdziowka leży na pln. od wsi i sklada sie z 38 dm. Par. rzym. – kat. w Zaleszanach. Ws. Liczy 187 dm., 955 mk. (431 mez., 524 kob.), 907 rzym. – kat. i 48 izrael. Pos. tabularna ( Zbigniewa Horodynskiego) ma gorzelnie, młyn, cegielnie, 2 folwarki, 1114 morg. Obszaru, z czego przypada na lasy 392 mr., na stawy 18 mr,. a na nieuz. 6 mr,. pos mn. ma 909 morg. W ogole. W połowie XV w. ws. Z. w par. Zaleszany, wlasnosc krolewska, miala lany km,. Karczmy, zagr,. Folwark krolewski, z których dziesiecine dawano rozmaicie: z niektórych pól płacono kościołowi w Gorzycach, z innych pleban. w Zaleszanch, wartosc 6 grzyw. ( Dlugosz. L.B,. II, 355,362). W r. 1581 ( Pawin ., Malopo., 197) Zbydniow był wsią królewską i miał 14 kmieci, 3 i 0.5 lana, 4 zagrody z roln, 4 komor. z bydłem, 6 komor. bez bydła, 2 rzemiesln. I łan sołtysi. Z. graniczy na pln. z Berdechowem i Majdanem Zbydniowskim, na wsch. z Wólką, na płd. z Kotowa Wola a na zach. z Zaleszanami.

W grudniu 2007 r. Sebastian Sobowiec utworzył w Dzierdziówce Muzeum Przyrodnicze „Koniec Świata”.